# الإسلام في دومينيكا
الإسلام في دومينيكا الإحصاءات عن الإسلام في دومينيكا (جزيرة في البحر الكاريبي) لا تتوفر بسهولة، ووفقا لتقرير الحرية الدينية الدولية والمنشور في عام 2005 فان أتباع الأقليات الدينية والطوائف والتي تتراوح في نسبتها بين 1.6 في المئة إلى 0.2 في المئة من عدد سكان دومينيكا تشمل راستافارية وشهود يهوه وأنجليكية والمسلمين .
المجتمع المسلم في دومينيكا يتكون في معظمه من الطلاب الأجانب في كلية روس الطبية، وفي عام 2004 قام الطلاب بتمويل بناء مسجد في مدينة بورتسموث ثاني أكبر مدن دومينيكا، وأما المنظمات الإسلامية المعروفة والرسمية في جزيرة دومينيكا فهي تشمل الجمعية الإسلامية في روسو عاصمة جزيرة دومينيكا ورابطة الطلاب المسلمين في كلية روس جامعة الطب في مدينة بورتسموث.